# Sheep Haven
Sheep Haven (iriska: Cuan na gCaorach) är en vik i republiken Irland.   Den ligger i grevskapet County Donegal och provinsen Ulster, i den norra delen av landet, 230 km nordväst om huvudstaden Dublin.